# Guidonia nitida
Guidonia nitida là một loài thực vật có hoa trong họ Liễu. Loài này được (Jacq.) M. Gómez mô tả khoa học đầu tiên năm 1889.